# Gugh

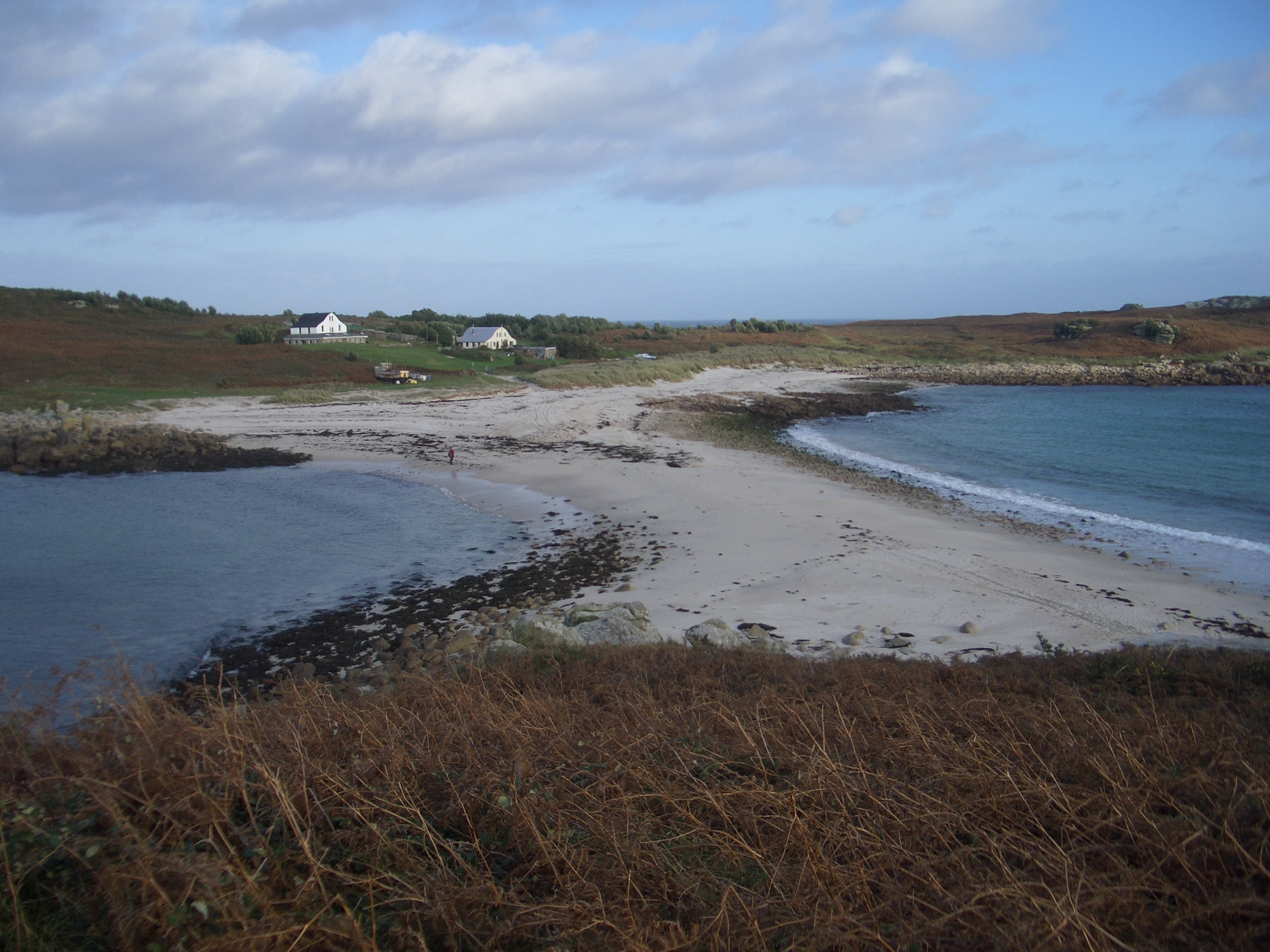
Una vista de Gugh cuando está una península de Saint Agnes.

Gugh (córnico: Keow) es la más pequeña de las seis islas pobladas de las islas Sorlingas, un archipiélago del condado inglés de Cornualles. Según el censo de población de 2001 Gugh tiene una población de tres personas, lo que la convierte en la más pequeña de las islas pobladas. Durante la marea baja, Gugh es una península de Saint Agnes, una isla más grande al oeste. Desde 1976 Gugh es un Site of Special Scientific Interest en su totalidad.